# Erebia gorgophone
Erebia gorgophone är en fjärilsart som beskrevs av Bellier 1863. Erebia gorgophone ingår i släktet Erebia och familjen praktfjärilar. Inga underarter finns listade i Catalogue of Life.